# Victor Bridoux
Pour les articles homonymes, voir Bridoux.
Victor Bridoux, né le 28 juillet 1871 à La Ferté-Macé (Orne) et mort le 28 janvier 1936 à Laval, est un journaliste et imprimeur français.

## Biographie
Après avoir été contremaître à Flers dans une importante imprimerie, il prend en 1905 la direction de Mayenne-Journal. Ce journal est alors très influent dans l'arrondissement de Mayenne, et soutient de nombreuses luttes politiques.
Il édite en 1911 l'ouvrage de Paul Lintier : Un propriétaire. Mobilisé pendant la Première Guerre mondiale comme sergent-fourrier au 279e régiment d'infanterie, il remplacé temporairement par Paul Lintier, alors en convalescence à Mayenne.
Ancien combattant de la Première Guerre mondiale, estimé de tous, amis et adversaires, il fut délégué cantonal, conseiller municipal, officier d'Académie.
Républicain, laïque, il dirigeait également une librairie et une imprimerie. En 1934, il cède son journal, sa librairie et son imprimerie à Léon Mars, qui conserve la même ligne politique que son prédécesseur. Le 7 février 1936, ses obsèques eurent lieu au milieu d'une foule nombreuse et en présence de diverses personnalités. L'éloge funèbre fut prononcé par Gustave Lelong. Paul Yorel, collaborateur du journal, lui consacra un poème plein d'émotion (Mayenne Journal, 9 février 1936).